# Desert X Prix
Il Desert X Prix (talvolta indicato anche come Desert X-Prix) è una prova del campionato di Extreme E, la serie automobilistica per vetture fuoristrada a propulsione elettrica inaugurata nel 2021.

## Edizioni
| Anno | Denominazione      | Sede                    | Vincitori                                                       | Scuderia                                  | Auto             |
| ---- | ------------------ | ----------------------- | --------------------------------------------------------------- | ----------------------------------------- | ---------------- |
| 2021 | Desert X Prix 2021 | Al-'Ula, Arabia Saudita | Molly Taylor / Johan Kristoffersson                             | Rosberg X Racing                          | Spark Odyssey 21 |
| 2022 | Desert X Prix 2022 | Arabia Saudita          | Mikaela Åhlin-Kottulinsky / Johan Kristoffersson                | Rosberg X Racing                          | Spark Odyssey 21 |
| 2023 | Desert X Prix 2022 | Arabia Saudita          | Molly Taylor / Johan Kristoffersson Laia Sanz / Mattias Ekström | Rosberg X Racing Acciona \| Sainz XE Team | Spark Odyssey 21 |